# نت فریدمن
نت فریدمن (انگلیسی: Nat Friedman؛ زاده ۶ اوت ۱۹۷۷) یک مدیر تکنولوژی اهل ایالات متحده آمریکا است که پیشتر مدیر عامل اجرایی گیت‌هاب بود.